# Acalypha andina
Acalypha andina Müll.Arg., es una especie de planta perteneciente a la familia Euphorbiaceae. Es endémica de Ecuador. 

## Hábitat
Su hábitat natural son las montañas húmedas tropicales y subtropicales o matorrales secos tropicales. 
Es un raro arbusto de los Andes en Ecuador, se conocen cuatro poblaciones que crecen cerca de Pululahua (probablemente dentro de la Reserva Geobotánica) y en el valle del Río Paute y Río Vilcabamba. Otro descubrimiento en 1987 en la Provincia de Bolívar en un lugar desconocido. Puede ser en el Bosque Protector Pichincha. 

## Taxonomía
Acalypha andina fue descrita por Johannes Müller Argoviensis y publicado en Flora 55: 26. 1872.
Etimología
Acalypha: nombre genérico que deriva del griego antiguo akalephes = ("ortiga"), en referencia a que sus hojas son semejantes a ortigas.
andina: epíteto geográfico que alude a su localización en los Andes.
Sinonimia
- Ricinocarpus padifolius (Kunth) Kuntze (1891).
- Acalypha erythrostachya Müll.Arg. (1865).
- Acalypha padifolia Kunth in F.W.H.von Humboldt (1817).
- Ricinocarpus erythrostachyus (Müll.Arg.) Kuntze (1891).
- Acalypha coriifolia Pax & K.Hoffm. in H.G.A.Engler (1924).
- Acalypha tunguraguae Pax & K.Hoffm. in H.G.A.Engler (1924).
- Acalypha schimpffii Diels (1937).[3]